# 勝敗分析
勝敗分析 (英: win-loss analysis)は、商品やサービスが購入された、または購入されなかった理由を、今後の戦略に生かすために特定して分析すること。特に敗因に特化して敗因分析と呼ばれることもある。購入/受注した場合に、購入/受注に至った理由を分析して自社の強みを知り、失注した際は見込み客が購入に至らなかった理由を分析する。競合企業と競り合って失注した場合は競合分析にもつなげる。
小売や企業間取引などの対面販売のビジネスでは、購入者から直接ヒアリングを行ったり、購入者を観察することで理由を得ることができる。
一方、対面でないために購入者から直接理由を聞くことができないインターネットマーケティングの世界では、Webサイトへの訪問者が目的のアクション（コンバージョン）に至った、または至らなかった理由をその行動から分析することをいう。この情報により、Webチームは、Webサイトのナビゲーションとコンテンツを改善し、コンバージョンにつながる可能性が高い個人を特定して、マーケティング活動の改善につなげる。

## 歴史
ある人が希望する行動を取り、別の人がそうしなかった理由を特定することは、昔から営業の関心事である。従来は販売データやバイヤーへのヒアリングを通じてコンバージョンの測定が常に可能であった 。
対照的に、マーケティングは主に大衆をターゲットにするため、マーケティングの結果は伝統的に正確に測定することがより困難であった。インターネットを使用すると、マーケティング担当者は、分析と評価のためにデータを収集して、取り組みの有効性または非有効性を理解および実証し、変更を加えて改善することがはるかに簡単になる。したがって、この分析を繰り返すことで、特定のマーケティングキャンペーンで最良の結果を得ることができるようになる。インターネットマーケティングの世界では、この分析の事を勝敗分析と呼ぶ。

## 勝敗分析とウェブ分析の違い
Web分析ツールはインターネットの黎明期から存在し、誰でも簡単に利用することができる。これらのツールは、 Webサイトのトラフィックの鳥瞰図を提供する。収集された情報から、ウェブマスターはウェブサイトの改善をデータに基づいて行うことができる。
勝敗分析ツールは、各訪問者の個々の視点を追跡し、訪問者が誰であるか、どの製品に適格であるか、どの程度説得されたか、なぜ変換したか、変換しなかったかを明らかにする。
勝敗分析ツールは通常、販売されている製品やサービスに関する購入者のフィードバックの収集、営業担当者または営業チームの有効性に関する購入者の認識、販売に対する購入者の認識、ベンダーの総合評価（会社の評判や長期的な財務状況など）、および価格など、購入プロセスのさまざまな要素に焦点を当てる。これらのカテゴリは、より詳細なフィードバックを得るために、より詳細に分類することができる。たとえば、製品やサービスに関する質問には、ユーザーインターフェイスの直感性や、特定の機能の有効性が含まれる場合がある。